# سارة عبد الرحمن
سارة عبد الرحمن (1 يناير 1989[بحاجة لمصدر] -)، ممثلة مسرح وتلفزيون وأفلام مصرية.

## حياتها
تخرّجت من كليتي الإعلام والمسرح بالجامعة الأمريكية في القاهرة. شاركت في العديد من مسرحيات الجامعة، أخرها مسرحية «أغنية الموت» في 2009، وكان أول ظهور سينمائي لها في فيلم (ألف مبروك) ولعبت دور شقيقة أحمد حلمي، كما مثلت في المسلسلات التالية: جوز ماما بدور سالي، حسن التنين، سيدنا السيد بشخصية فاطمة، تحت السيطرة، وشاركت في كتابة وتقديم برنامجي «فينيت» و«ساليزون» (رمضان العام 2016) على موقعي الفيسبوك واليوتيوب مع إنجي أبو السعود. وفي العام 2011 بدأت مدونة «عالم سارة» وهي عبارة عن فيديوهات ساخرة على قناتها على اليوتيوب.

## أعمالها

### في السينما
| سنة الإنتاج | الفيلم         | الشخصية     |
| ----------- | -------------- | ----------- |
| 2009        | ألف مبروك      | عُلا (الأخت) |
| 2017        | آخر ديك في مصر | -           |
| 2019        | الكنز 2 (فيلم) | راجية       |
| 2019        | سواح           |             |

### الأعمال التلفزيونية
| سنة الإنتاج | اسم المسلسل          | الشخصية             |
| ----------- | -------------------- | ------------------- |
| 2010        | جوز ماما (سيت كوم)   | سالي                |
| 2012        | حسن التنين (سيت كوم) | سالي (بنت خالة حسن) |
| 2012        | سيدنا السيد          |                     |
| 2015        | تحت السيطرة          | ليلى                |
| 2016        | ونوس                 | الدكتورة            |
| 2017        | لا تطفئ الشمس        | سارة                |
| 2017        | سابع جار             | هبة                 |
| 2019        | بدل الحدوتة تلاتة    | عليا                |
| 2020        | ليه لأ 2             | رانيا               |
| 2022        | المشوار              |                     |
| 2022        | ريفو                 | ياسمين              |

### البرامج
| سنة الإنتاج | اسم المسلسل | الشخصية      |
| ----------- | ----------- | ------------ |
| 2010        | بلاتوه      | أدوار متعدّدة |
| 2016        | بلاتوه      | أدوار متعدّدة |

## الجوائز
- 2011: جائزة إدبرغ السويدية (Edberg Award).

## وصلات خارجية
- سارة عبد الرحمن على موقع IMDb (الإنجليزية)
- سارة عبد الرحمن على موقع الدهليز
- سارة عبد الرحمن على موقع قاعدة بيانات الأفلام العربية